# Nik Tendo
Nik Tendo, справжнє ім’я Домінік Цітта (* 19 серпня 1993 р.  Пардубиці ) - чеський репер.

## Біографія
Домінік вперше почав займатися музикою приблизно в 2012 році, проте зайнявся цим серйозно аж в 2016 році, коли випустив свій перший відеокліп Delfín. Хоча відео було випущено під маркою лейблу M +, Nik Tendo ще не був його офіційним учасником. Він потрапив під марку М + трохи пізніше.  Того ж року він приєднався до Робіна Зута в його турі Cocktail Party та у другій половині року в турі Ze Dna x Origami, де супроводжував Ysomandias та Джиммі Діксона. Після EP GoldCigo  ,випускає  спільно з бітмейкером Decky альбом GoldKid, що вийшов у вересні 2017 року. У червні 2018 року він випустив дебютний альбом 7, який містить його перші великі хіти як Hvězdy ft. Calin або Seven ft. Hasan. У листопаді того ж року вийшов альбом лейблу Krtek Money Life, на якому з'являються всі члени лейбла, крім Nik Tendo та Ysomandias, бо Nik Tendo оголосив, що працює над іншим альбомом. Альбом називається Fatamorgana і вийшов 1 листопада 2019 року.  19 квітня 2020 року він випустив сингл Není Limit, а потім випустив новий EP RESTART. Як продовження цього EP, випускає у вересні 2020 року EP LUNAZAR.